# John Winnett
John Winfield Winnett (Los Ángeles, 22 de diciembre de 1928-Wellington, 7 de octubre de 2007) fue un jinete estadounidense que compitió en la modalidad de doma. Ganó una medalla de oro en los Juegos Panamericanos de 1975, en la prueba por equipos.

## Palmarés internacional
| Juegos Panamericanos | Juegos Panamericanos      | Juegos Panamericanos | Juegos Panamericanos |
| Año                  | Lugar                     | Medalla              | Categoría            |
| -------------------- | ------------------------- | -------------------- | -------------------- |
| 1975                 | Ciudad de México (México) | Medalla de oro       | Por equipos          |